# صموئيل س. ديمون
صموئيل س. ديمون (بالإنجليزية: Samuel C. Damon)‏ هو مبشر أمريكي، ولد في 15 فبراير 1815 في ماساتشوستس في الولايات المتحدة، وتوفي في 7 فبراير 1885 في هونولولو في الولايات المتحدة.